# Escut de Toràs
L'escut de Toràs és el símbol representatiu oficial de Toràs, municipi del País Valencià, a la comarca de l'Alt Millars. Té el següent blasonament:
| « | Escut quadrilong de punta redona. En camp d'or, quatre toros de sable, posats de dos en dos, afrontats, els dos de baix sedents i tacats d'argent. En abisme, un cercle d'atzur amb una torre d'or, maçonada i aclarida de sable. Al timbre, corona reial oberta, segons tradició del Regne de València. | » |

L'escut que utilitza l'Ajuntament no coincideix amb el seu blasonament oficial, ja que els quatre bous van banyats d'argent, és a dir, amb les banyes blanques; a més, els dos en cap (de dalt), van arrestats, això és amb les potes davanteres abaixades i juntes; i els dos en peu (de baix), van gitats i no sedents.

## Història
L'escut fou aprovat per Resolució de 3 de desembre de 2002, del conseller de Justícia i Administracions Públiques, publicada en el DOGV núm. 4.398, de 13 de desembre de 2002. Posteriorment fou modificat, per a indicar que el bous de baix havien d'anar tacats, per Resolució de 16 de gener de 2015 del conseller de Presidència i Agricultura, Pesca i Alimentació i Aigua, publicada en el DOCV núm. 7.453 de 29 de gener de 2015.
Els bous, o toros, són el senyal parlant tradicional al·lusiu al nom del poble, ja que antigament la localitat era un lloc de pas i pastura de bous (una torada). La torre fa referència a la de l'església parroquial de Santa Quitèria.
Abans de 2002 l'Ajuntament utilitzava un escut semblant però amb el camper amb els quatre pals en comptes de l'actual d'or.
A l'Arxiu Històric Nacional es conserven dos segells de Toràs de 1876, de l'Alcaldia i de l'Ajuntament, on hi apareix com a escut del municipi una cartel·la amb les armes reials, això és, els quatre pals de l'antiga Corona d'Aragó.

1876.
1943.
2002.
2015.